# Agrestina
Agrestina is een gemeente in de Braziliaanse deelstaat Pernambuco. De gemeente telt 22.591 inwoners (schatting 2009).

## Aangrenzende gemeenten
De gemeente grenst aan Caruaru, Bezerros, São Joaquim do Monte, Altinho en Cupira.

## Verkeer en vervoer
De plaats ligt aan de noord-zuidlopende weg BR-104 tussen Macau en Maceió. Daarnaast ligt ze aan de wegen PE-120 en PE-149.